# Preux-au-Sart
Preux-au-Sart est une commune française située dans le département du Nord, en région Hauts-de-France.

## Géographie
Preux-au-Sart compte sept hameaux : La Boiscrête, le Bois Saint Pierre, Le Bois de la Ferrière, Marsy, le Plat de Bois, le Warpe, Le Chateau.

### Communes limitrophes
|         | Wargnies-le-Petit | La Flamengrie                    |
| Frasnoy | Preux-au-Sart     | Saint-Waast Bermeries Amfroipret |
|         | Gommegnies        |                                  |

### Hydrographie

#### Réseau hydrographique
La commune est située dans le bassin Artois-Picardie. Elle est drainée par l'Aunelle, le ruisseau du Sart, le ruisseau des Bultiaux, le ruisseau de Saint Jean et le ruisseau du Bois saint-pierre,,.
L'Aunelle, d'une longueur de 27 km, prend sa source dans la commune de Locquignol et se jette  dans l'Hogneau à la frontière franco-belge en face de Quiévrain et Hensies. 

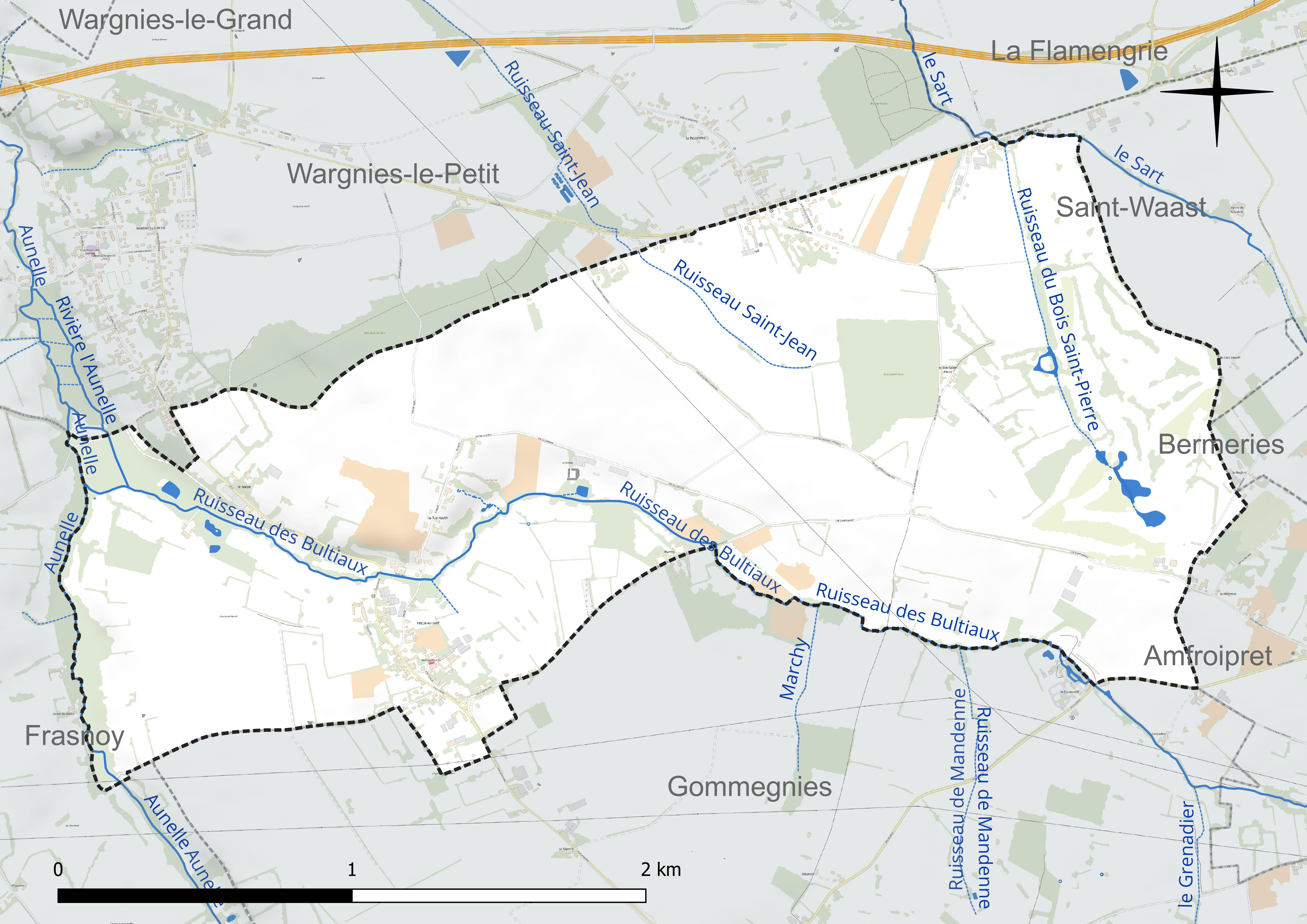
Réseau hydrographique de Preux-au-Sart.

#### Gestion et qualité des eaux
Le territoire communal est couvert par le schéma d'aménagement et de gestion des eaux (SAGE) « Escaut ». Ce document de planification concerne un territoire de 2 005 km2 de superficie, délimité par le bassin versant de l'Escaut. Le périmètre a été arrêté le 9 juin 2006 et le SAGE proprement dit a été approuvé le 13 juillet 2021. La structure porteuse de l'élaboration et de la mise en œuvre est le syndicat mixte Escaut et Affluents (SyMEA). 
La qualité des cours d'eau peut être consultée sur un site dédié géré par les agences de l'eau et l'Agence française pour la biodiversité. 

### Climat
Pour des articles plus généraux, voir Climat des Hauts-de-France et Climat du Nord.
En 2010, le climat de la commune est de type climat océanique dégradé des plaines du Centre et du Nord, selon une étude du CNRS s'appuyant sur une série de données couvrant la période 1971-2000. En 2020, Météo-France publie une typologie des climats de la France métropolitaine dans laquelle la commune est exposée à un climat océanique altéré et est dans la région climatique  Nord-est du bassin Parisien, caractérisée par un ensoleillement médiocre, une pluviométrie moyenne régulièrement répartie au cours de l'année et un hiver froid (3 °C). 
Pour la période 1971-2000, la température annuelle moyenne est de 10 °C, avec une amplitude thermique annuelle de 14,9 °C. Le cumul annuel moyen de précipitations est de 796 mm, avec 12,5 jours de précipitations en janvier et 9,9 jours en juillet. Pour la période 1991-2020, la température moyenne annuelle observée sur la station météorologique la plus proche, située sur la commune de Valenciennes à 14 km à vol d'oiseau, est de 11,0 °C et le cumul annuel moyen de précipitations est de 694,1 mm,. Pour l'avenir, les paramètres climatiques de la commune estimés pour 2050 selon différents scénarios d'émission de gaz à effet de serre sont consultables sur un site dédié publié par Météo-France en novembre 2022.

## Urbanisme

### Typologie
Au 1er janvier 2024, Preux-au-Sart est catégorisée commune rurale à habitat dispersé, selon la nouvelle grille communale de densité à sept niveaux définie par l'Insee en 2022.
Elle est située hors unité urbaine. Par ailleurs la commune fait partie de l'aire d'attraction de Valenciennes (partie française), dont elle est une commune de la couronne,. Cette aire, qui regroupe 102 communes, est catégorisée dans les aires de 200 000 à moins de 700 000 habitants,.

### Occupation des sols
L'occupation des sols de la commune, telle qu'elle ressort de la base de données européenne d'occupation biophysique des sols Corine Land Cover (CLC), est marquée par l'importance des territoires agricoles (87 % en 2018), en diminution par rapport à 1990 (90,3 %). La répartition détaillée en 2018 est la suivante : 
prairies (37,4 %), terres arables (36,9 %), zones agricoles hétérogènes (12,8 %), espaces verts artificialisés, non agricoles (11 %), zones urbanisées (1,9 %), forêts (0,1 %). L'évolution de l'occupation des sols de la commune et de ses infrastructures peut être observée sur les différentes représentations cartographiques du territoire : la carte de Cassini (XVIIIe siècle), la carte d'état-major (1820-1866) et les cartes ou photos aériennes de l'IGN pour la période actuelle (1950 à aujourd'hui).

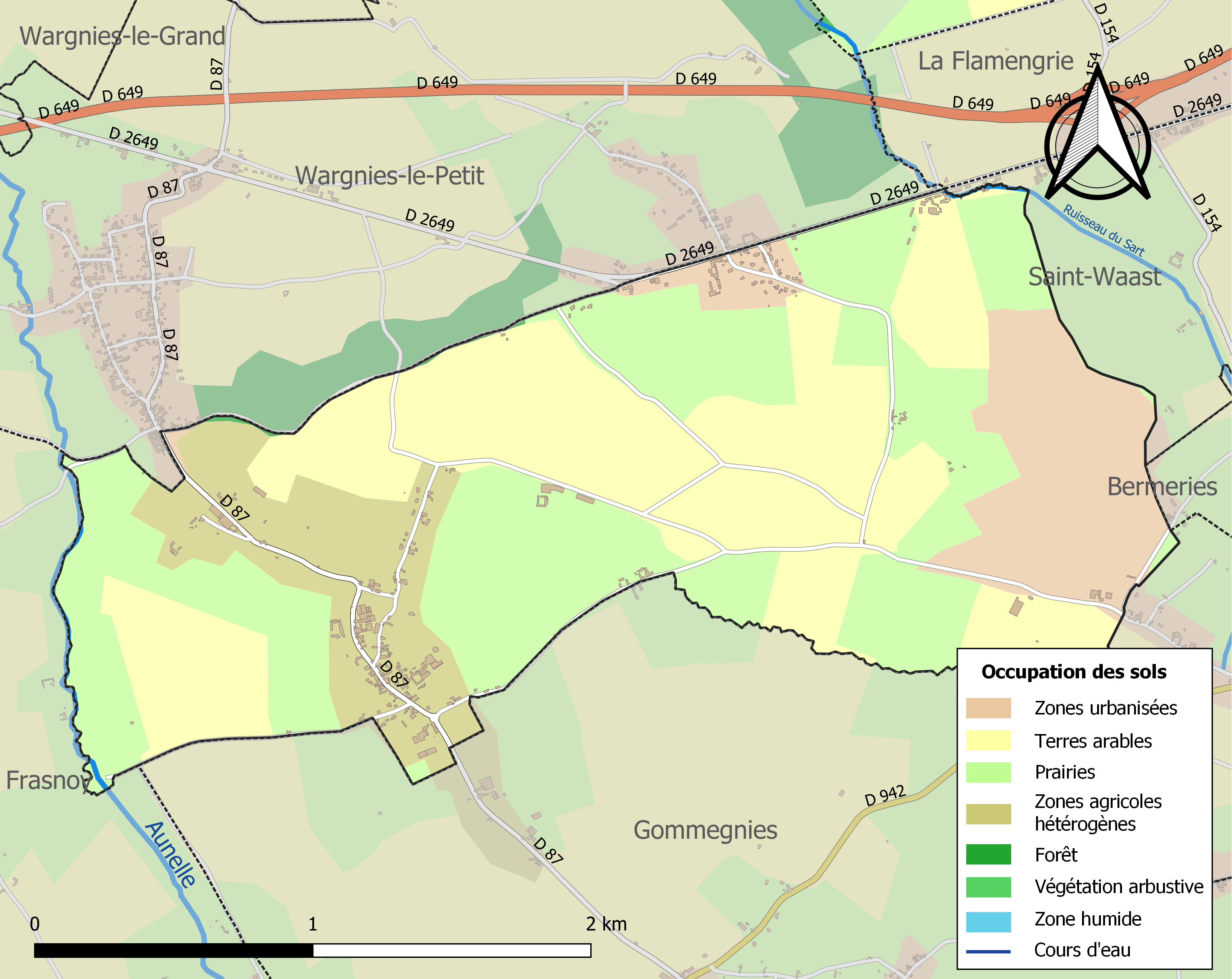
Carte des infrastructures et de l'occupation des sols de la commune en 2018 (CLC).

## Héraldique
|  | Les armes de Preux-au-Sart se blasonnent ainsi : « De gueules à cinq fusées d'argent accolées en fasce et touchant les flancs de l'écu ». |

## Politique et administration

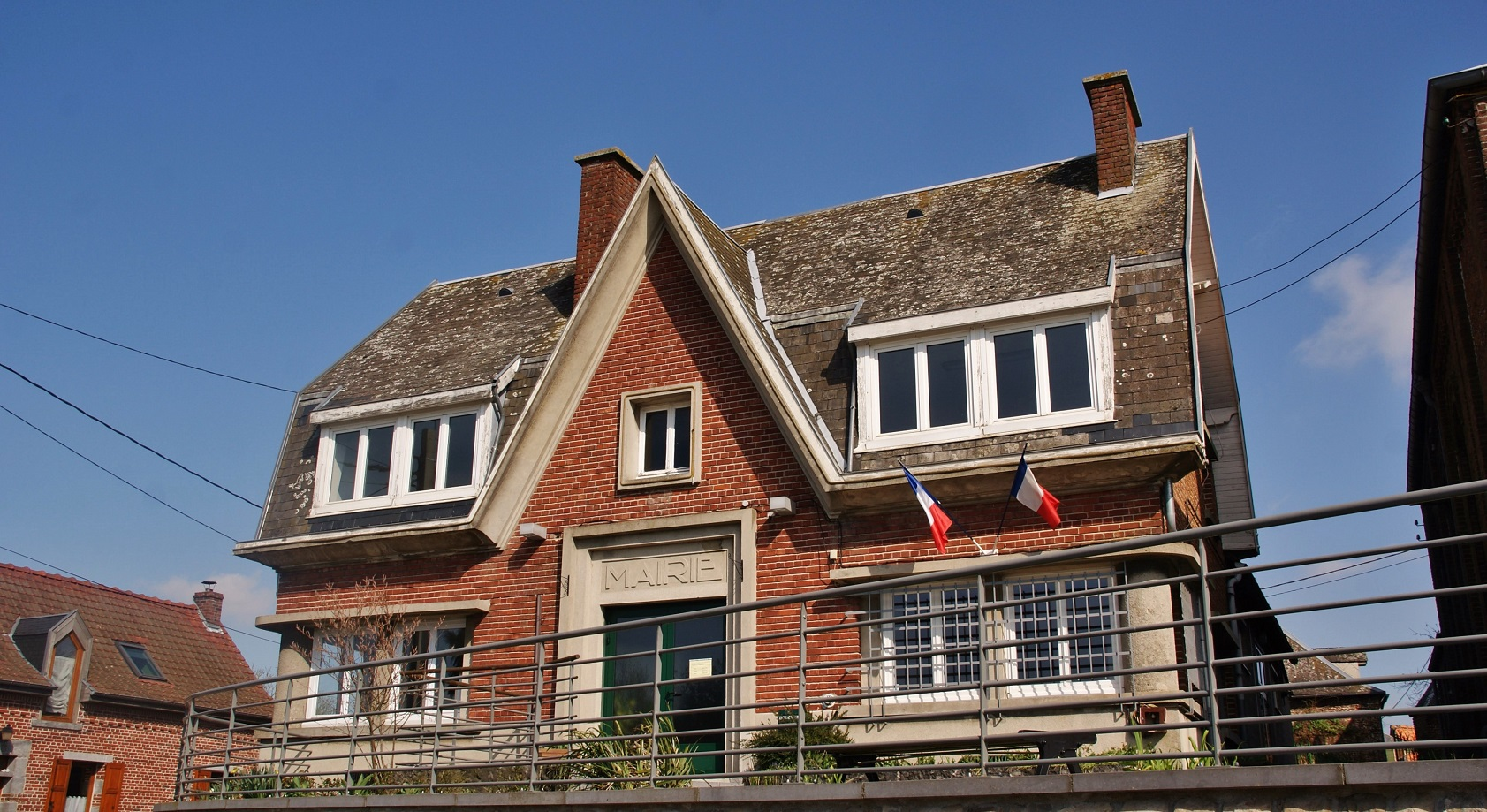
La mairie.

Maire en 1802-1803 : J. Cantineaux.
Maire en 1807 : Cocquelet.

Maire en 1939 : Deghaye.
| Période                                  | Période   | Identité       | Étiquette | Qualité |
| ---------------------------------------- | --------- | -------------- | --------- | ------- |
| mars 1989                                | juin 1995 | Marcel Portier |           |         |
| juin 1995                                | En cours  | Gérard Cauchy  |           |         |
| Les données manquantes sont à compléter. |           |                |           |         |

## Population et société

### Démographie

#### Évolution démographique
L'évolution du nombre d'habitants est connue à travers les recensements de la population effectués dans la commune depuis 1793. Pour les communes de moins de 10 000 habitants, une enquête de recensement portant sur toute la population est réalisée tous les cinq ans, les populations de référence des années intermédiaires étant quant à elles estimées par interpolation ou extrapolation. Pour la commune, le premier recensement exhaustif entrant dans le cadre du nouveau dispositif a été réalisé en 2007.

En 2022, la commune comptait 302 habitants, en évolution de −2,27 % par rapport à 2016 (Nord : +0,51 %, France hors Mayotte : +2,11 %).
| 1793 | 1800 | 1806 | 1821 | 1831 | 1836 | 1841 | 1846 | 1851 |
| ---- | ---- | ---- | ---- | ---- | ---- | ---- | ---- | ---- |
| 368  | 263  | 410  | 422  | 448  | 432  | 439  | 453  | 434  |

| 1856 | 1861 | 1866 | 1872 | 1876 | 1881 | 1886 | 1891 | 1896 |
| ---- | ---- | ---- | ---- | ---- | ---- | ---- | ---- | ---- |
| 432  | 433  | 442  | 435  | 416  | 399  | 413  | 384  | 378  |

| 1901 | 1906 | 1911 | 1921 | 1926 | 1931 | 1936 | 1946 | 1954 |
| ---- | ---- | ---- | ---- | ---- | ---- | ---- | ---- | ---- |
| 371  | 383  | 377  | 324  | 325  | 306  | 324  | 282  | 260  |

| 1962 | 1968 | 1975 | 1982 | 1990 | 1999 | 2006 | 2007 | 2012 |
| ---- | ---- | ---- | ---- | ---- | ---- | ---- | ---- | ---- |
| 238  | 239  | 267  | 236  | 246  | 233  | 264  | 268  | 297  |

| 2017 | 2022 | - | - | - | - | - | - | - |
| ---- | ---- | - | - | - | - | - | - | - |
| 314  | 302  | - | - | - | - | - | - | - |

#### Pyramide des âges
La population de la commune est relativement jeune.
En 2018, le taux de personnes d'un âge inférieur à 30 ans s'élève à 37,2 %, soit en dessous de la moyenne départementale (39,5 %). À l'inverse, le taux de personnes d'âge supérieur à 60 ans est de 15,9 % la même année, alors qu'il est de 22,5 % au niveau départemental.
En 2018, la commune comptait 156 hommes pour 155 femmes, soit un taux de 50,16 % d'hommes, légèrement supérieur au taux départemental (48,23 %).
Les pyramides des âges de la commune et du département s'établissent comme suit.
| Hommes | Classe d’âge | Femmes |
| ------ | ------------ | ------ |
| 0,0    | 90 ou +      | 0,6    |
| 3,2    | 75-89 ans    | 3,8    |
| 12,0   | 60-74 ans    | 12,2   |
| 20,3   | 45-59 ans    | 21,2   |
| 25,3   | 30-44 ans    | 26,9   |
| 16,5   | 15-29 ans    | 12,8   |
| 22,8   | 0-14 ans     | 22,4   |

| Hommes | Classe d’âge | Femmes |
| ------ | ------------ | ------ |
| 0,5    | 90 ou +      | 1,4    |
| 5,3    | 75-89 ans    | 8,1    |
| 14,8   | 60-74 ans    | 16,2   |
| 19,1   | 45-59 ans    | 18,4   |
| 19,5   | 30-44 ans    | 18,7   |
| 20,7   | 15-29 ans    | 19,1   |
| 20,2   | 0-14 ans     | 18     |

## Lieux et monuments
- Le golf de Mormal

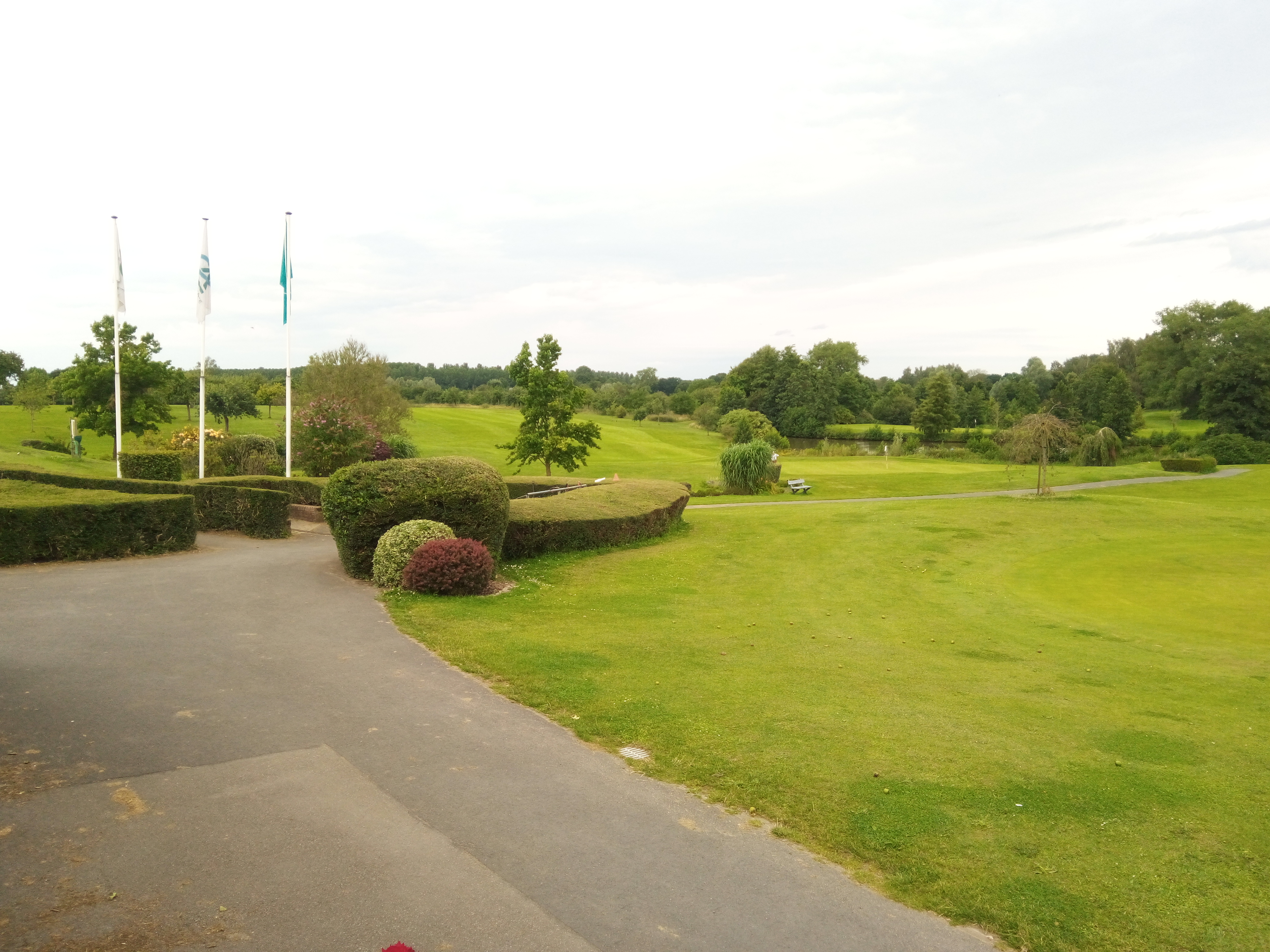
Golf de la forêt de Mormal.

Proche de la forêt de Mormal, le golf de Mormal compte 18 trous répartis sur une distance de plus de 6 000 m. Il s'intègre parfaitement dans son environnement naturel ; une ancienne ferme de l'Avesnois abrite le club-house.
- L'église Saint-Martin.

## Personnalités liées à la commune
- Joseph Dehove (1851-1932), homme politique, député du Nord de 1906 à 1910 puis sénateur du Nord de 1914 à 1924.

## Pour approfondir